# Josef Němec
Josef Němec (25 de septiembre de 1933 - 10 de septiembre de 2013) fue un boxeador de Checoslovaquia.
Nació en České Budějovice, Checoslovaquia, compitió en los Juegos Olímpicos de 1956 celebrados en Melbourne, Australia, saliendo en los cuartos de final del evento de peso pesado. Regresó a los Juegos Olímpicos de Verano de 1960, celebrados en Roma, Italia, para terminar en el tercer lugar. En Moscú, en 1963, se convirtió en campeón de Europa.